# Wright County (Minnesota)
Wright County is een county in de Amerikaanse staat Minnesota.
De county heeft een landoppervlakte van 1.711 km² en telt 89.986 inwoners (volkstelling 2000). De hoofdplaats is Buffalo.